# Jernbanefløjl
Jernbanefløjl er et stof vævet af fibre, der er snoede. Når de bliver vævet, kommer de til at ligge parallelt (i stil med kipervævet stof). Det giver fløjlet rillerne. Ordet "jernbanefløjl" stammer fra, at mønsteret minder om jernbaneskinner.
Stoffet er elsket, og der er stiftet en klub, Corduroy Appreciation Club. Den er åben for medlemmer fra hele verden og har i dag 800 medlemmer (2006). De mødes hvert år den 11. november (11/11), eftersom datoen er den, der minder mest om rillemønsteret. Der bliver uddelt priser for den mest kreative anvendelse af jernbanefløjl. Medlemmerne skal til mødet bære mindst to stykker tøj med jernbanefløjl.